# Галлас, Матиас
Галлас, Матиас (итал. Matthias di Gallasso), граф Кампо, герцог Луцера (нем. Graf von Gallas zum Schloß Campo und Freyenthurn; 16 сентября 1584, Тренто — 25 апреля 1647, Вена) — военачальник времён Тридцатилетней войны, фельдмаршал и генерал-лейтенант императорской армии.

## Биография
Матиас Галлас родился 16 сентября 1584 года в итальянском городе Тренто. Сын имперского генерал-фельдвахтмейстера в Тироле. Поступил на испанскую военную службу и участвовал в кампании во Фландрии, в 1617-1618 годах сражался в Савойе, после чего в чине капитана поступил на службу в армию Католической лиги под начало Тилли.
В начале Тридцатилетней войны был уже полковником пехотного полка, в 1623 году отличился в битве при Штадтлоне, в 1626-1628 годах сражался против датчан. В 1629 году назначен генерал-фельдвахтмейстером кавалерии и инфантерии армии Валленштейна. Вскоре принял участие в осаде и взятии Мантуи. После заключения мира оставлен в Италии в качестве наблюдателя, по возвращении в Германию (1631) получил титул графа Кампо и звание фельдцейхмейстера, принял участие в битве при Брейтенфельде.
После возвращения к командованию Валленштейна стал его доверенным лицом, сражался при Нюрнберге, 13 октября 1632 года получил патент фельдмаршала. В битве при Лютцене 16 ноября 1632 года не участвовал, так как был направлен Валленштейном в Торгау для обеспечения переправы через Эльбу. В 1633 году император сделал Галласа генерал-лейтенантом и сообщил о необходимости смещения и убийства Валленштейна.
Галлас и стал главным орудием гибели Валленштейна (1634), сам получил командование над имперской армией (под номинальным началом Фердинанда Венгерского, будущего императора), а также титул герцога Фридландского (отнятый у Валленштейна). Начал собственную кампанию удачной осадой Регенсбурга, затем Донауверта, 5-6 сентября 1634 года разбил шведско-протестантскую армию Бернгарда Саксен-Веймарского и Густава Горна в битве при Нёрдлингене. В результате этой победы была занята вся Южная Германия и распался союз протестантских князей. Итогом стал Пражский мир (30 мая 1635 года), примиривший германских протестантов и католиков.
Победа при Нёрдлингене стала высшей точкой военной карьеры Галласа: вступление в войну Франции склонило чашу весов в сторону противника. В 1635-1636 годах он без особого успеха действовал на Рейне против французов, в кампании 1636 года двинулся в Бургундию, но совместными усилиями французов и протестантов герцога Бернгарда Саксен-Веймарского был принужден к отступлению. Дисциплина в армии падала, войска голодали и мародёрствовали — и смотрели на устраивавших пышные пиры высших офицеров армии. В итоге репутация Галласа упала до низшей точки, он получил прозвище «губителя армии». Его действия против шведских командующих Банера и Врангеля в Померании в кампании 1637 года также были неудачны, Галлас отступил из Северной Германии, в 1638 году шведы стояли уже в Саксонии и у границ Богемии. В кампании 1639 года Галлас не сумел предотвратить поражение саксонцев от шведов при Хемнице 24 апреля, в мае шведы осадили Прагу, а когда отказались от её штурма, Галлас не смог организовать преследование противника, и в сентябре 1639 года уступил командование эрцгерцогу Леопольду Вильгельму. Лишившись командования, вернулся в Вену президентом Гофкригсрата.
В Гамбурге была выпущена сатирическая монета, на аверсе которой была нанесена надпись: «Что Галлас сделал в Гольштейне». Реверс монеты был абсолютно пуст.
В марте 1643 года снова призван к командованию имперской армией, тогда же получил от испанского короля титул герцога Люцера. Сражался против шведского фельдмаршала Торстенссона, с открытием войны Дании со Швецией в конце 1643 года преследовал того от Силезии до Гольштейна, взял Киль. В кампании 1644 года Торстенссон, завершив войну с Данией, вернулся в Германию и 23 ноября разбил Галласа при Ютерборке (в 50 км южнее Берлина), после чего Галлас в январе 1645 года оставил службу.
В 1646 году неудачи имперской армии в войне заставили императора вновь обратиться к Галласу, но вскоре по болезни тот должен был сдать командование и окончательно покинуть армию.
Матиас Галлас, граф Кампо, герцог Луцера умер 25 апреля 1647 года в Вене.

## Воинские звания
- 11.4.1629 — генерал-фельдвахтмейстер (генерал-майор)
- 22.12.1631 — фельдцейхмейстер
- 13.10.1632 — фельдмаршал
- 25.09.1633–19.11.1639, 22.03.1643–24.01.1645, с марта 1646 года — генерал-лейтенант